# کازوهیرو موراتا
کازوهیرو موراتا (انگلیسی: Kazuhiro Murata؛ زادهٔ ۱۲ مهٔ ۱۹۶۹) بازیکن فوتبال اهل ژاپن است.
از باشگاه‌هایی که در آن بازی کرده‌است می‌توان به باشگاه فوتبال سرزو اوساکا اشاره کرد.